# Leptotarsus (Longurio) luteiniger
Leptotarsus (Longurio) luteiniger is een tweevleugelige uit de familie langpootmuggen (Tipulidae). De soort komt voor in het Afrotropisch gebied.